# Grana (Novi Marof)
Grana is een plaats in de gemeente Novi Marof in de Kroatische provincie Varaždin. De plaats telt 575 inwoners (2001).